# Elysia babai
Elysia babai is een slakkensoort uit de familie van de Plakobranchidae. De wetenschappelijke naam van de soort is voor het eerst geldig gepubliceerd in 1946 door Pruvot-Fol.